# 벨커넨구

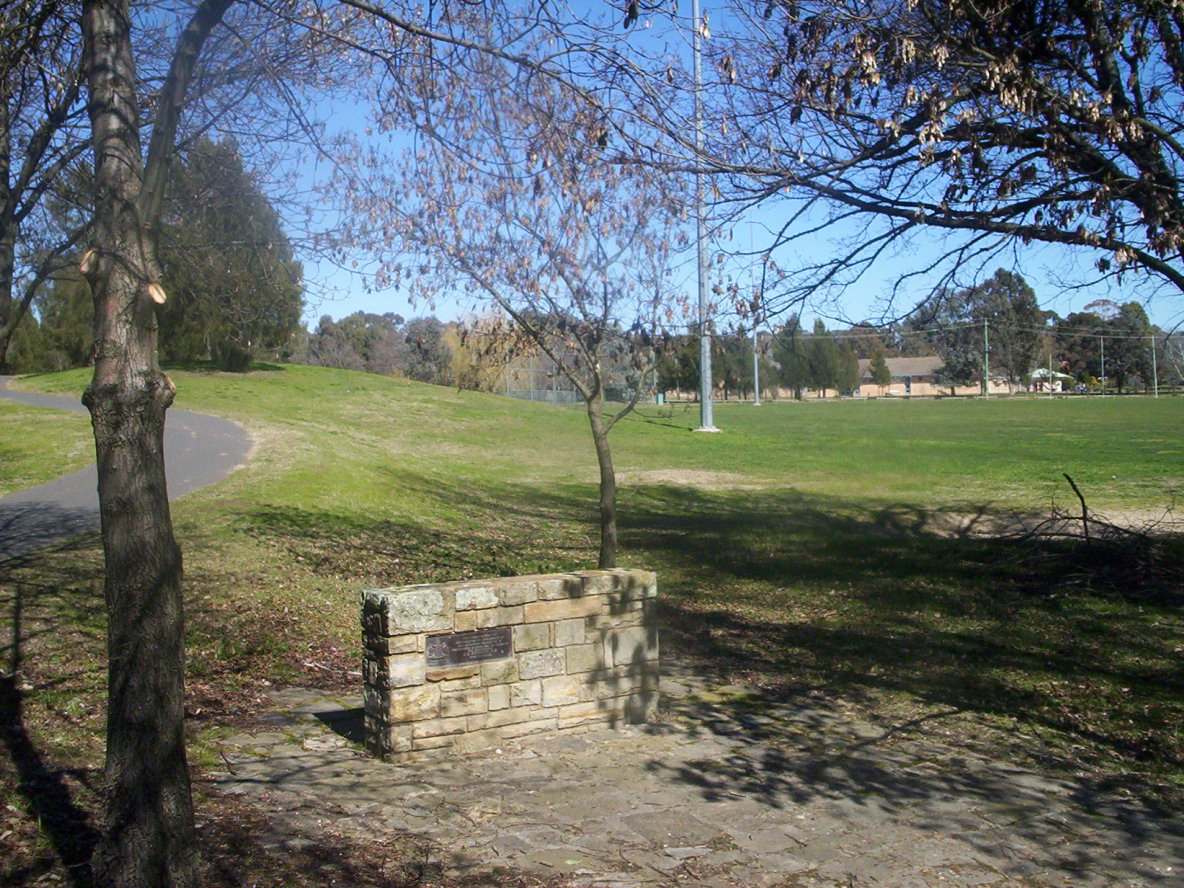
벨커넨 구

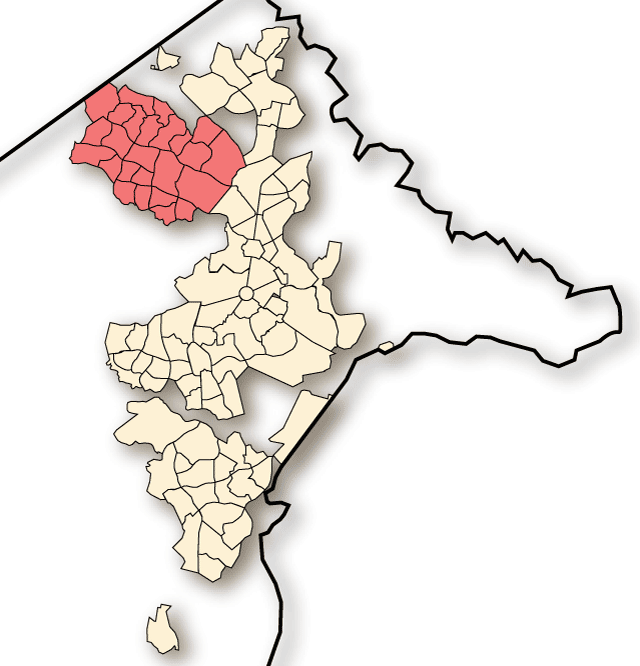
벨커넨 구의 위치

벨커넨구(영어: District of Belconnen)는 오스트레일리아 오스트레일리아 수도 준주의 행정 구역이다. 넓이는 77km2이고, 인구는 2016년 기준으로 96,049명이다. 캔버라시티(Canberra City)에서 북서쪽으로 7km 정도 떨어진 곳에 위치한다. 1970년대에 개발되었다.

## 행정 구역
25개 동이 있다.
- 기릴랑 동
- 던럽 동
- 러선 동
- 레이삼 동
- 맥그레거 동
- 맥켈러 동
- 맥쿼리 동
- 벨커넨 동
- 멜바 동
- 브루스 동
- 스펜스 동
- 스컬린 동
- 아랜다 동
- 에벳 동
- 위태게라 동
- 찬우드 동
- 케일린 동
- 쿡 동
- 페이지 동
- 플린 동
- 플러리 동
- 프레이저 동
- 허커 동
- 홀트 동
- 히긴즈 동

## 같이 보기
- 캔버라